# Afrikaspiele 2019/Leichtathletik – Weitsprung der Männer
Der Weitsprung der Männer bei den Afrikaspielen 2019 fand am 28. und 30. August im Stade Moulay Abdallah in Rabat statt.
20 Weitspringer aus 14 Ländern nahmen an dem Wettbewerb teil. Die Goldmedaille gewann Yasser Triki mit 8,01 m, Silber ging an Marouane Kacimi mit 7,79 m und die Bronzemedaille gewann N’tia Romeo mit 7,72 m.

## Rekorde
| Weltrekord        | Mike Powell | 8,95 m | Weltmeisterschaften in Tokio, Japan | 30. August 1991 |
| Rekord der Spiele | Paul Emordi | 8,23 m | Afrikaspiele in Nairobi, Kenia      | 12. August 1987 |

## Qualifikation
Die Qualifikationsweite betrug mindestens 7,70 m um direkt ins Finale einzuziehen. Zwei Athleten schafften diese Marke oder sprangen weiter, sie sind hellblau unterlegt. Die restlichen Springer die am Finale teilnehmen durften, die Anzahl der Athleten sollte mindestens zwölf sein, sind jene mit der höchsten ersprungenen Weite unterhalb der Qualifikationsweite, sie sind hellgrün unterlegt.

### Gruppe A
28. Juli 2015, 16:30 Uhr
| Platz | Athlet                    | Land             | 1. Versuch | 2. Versuch | 3. Versuch | Weite (m) |
| ----- | ------------------------- | ---------------- | ---------- | ---------- | ---------- | --------- |
| 1     | Archel Evrard Biniakounou | Republik Kongo   | x          | 7,95       | –          | 7,95      |
| 2     | Mohammed Abubakar         | Ghana            | 7,35       | x          | 7,71       | 7,71      |
| 3     | Omod Okugn                | Äthiopien        | 7,63       | x          | 5,81       | 7,63      |
| 4     | Marouane Kacimi           | Marokko          | 7,58       | 7,61       | x          | 7,61      |
| 5     | Yasser Triki              | Algerien         | 7,55       | x          | x          | 7,55      |
| 6     | Romeo N’tia               | Benin            | 7,54       | 7,33       | x          | 7,54      |
| 7     | Basem Mohamed             | Ägypten          | 6,99       | 7,48       | 6,39       | 7,48      |
| 8     | Appolinaire Yinra         | Kamerun          | 7,00       | 7,28       | x          | 7,24      |
| 9     | Lagat Bethwel             | Kenia            | x          | x          | 7,10       | 7,10      |
| 10    | Marcel Mayack             | Kamerun          | 6,89       | 6,94       | –          | 6,94      |
| 11    | Ndong Gregorio            | Äquatorialguinea | 6,12       | 4,92       | 5,77       | 6,12      |

### Gruppe B
28. Juli 2015, 16:30 Uhr
| Platz | Athlet                  | Land                  | 1. Versuch | 2. Versuch | 3. Versuch | Weite (m) |
| ----- | ----------------------- | --------------------- | ---------- | ---------- | ---------- | --------- |
| 1     | Hammound Jeff           | Ghana                 | 7,66       | 7,65       | 7,63       | 7,66      |
| 2     | Isaac Kirwa             | Kenia                 | 7,44       | 7,46       | 7,59       | 7,59      |
| 3     | Chenoult Lionel Coetzee | Namibia               | 7,11       | 7,35       | 7,59       | 7,59      |
| 4     | Raymond Nkwemy Tchomfa  | Kamerun               | 7,35       | 7,25       | 7,20       | 7,35      |
| 5     | Lazare Simklina         | Togo                  | 7,16       | 7,02       | 7,02       | 7,16      |
| 6     | Beneni Ambese Ojulu     | Äthiopien             | x          | x          | 6,92       | 6,92      |
| 7     | Jonathan Drack          | Mauritius             | x          | 6,71       | 6,68       | 6,71      |
|       | Mouhcine Khoua          | Marokko               | x          | x          | x          | NM        |
|       | Yahya Berrabah          | Marokko               |            |            |            | DNS       |
|       | Dúdú Paquete Vera Cruz  | São Tomé und Príncipe |            |            |            | DNS       |

Zeichenerklärung:
– = Versuch ausgelassen, x = Fehlversuch

## Finale
30. August 2019, 16:35 Uhr
| Platz | Athlet                    | Land           | 1. Versuch | 2. Versuch | 3. Versuch | 4. Versuch                               | 5. Versuch                               | 6. Versuch                               | Weite (m) |
| ----- | ------------------------- | -------------- | ---------- | ---------- | ---------- | ---------------------------------------- | ---------------------------------------- | ---------------------------------------- | --------- |
|       | Yasser Triki              | Algerien       | x          | x          | 7,75       | 8,01                                     | x                                        | x                                        | 8,01      |
|       | Marouane Kacimi           | Marokko        | 7,74       | 7,71       | 7,79       | 5,76                                     | x                                        | x                                        | 7,79      |
|       | Romeo N’tia               | Benin          | 7,72       | 7,72       | 7,59       | x                                        | x                                        | 5,50                                     | 7,72      |
| 4     | Archel Evrard Biniakounou | Republik Kongo | x          | 7,60       | x          | 7,31                                     | 7,56                                     | 7,71                                     | 7,71      |
| 5     | Isaac Kirwa               | Kenia          | 7,44       | 7,39       | 7,58       | 7,55                                     | 7,68                                     | 7,46                                     | 7,68      |
| 6     | Raymond Nkwemy Tchomfa    | Kamerun        | 7,59       | 7,15       | 7,52       | 7,52                                     | 7,39                                     | 7,67                                     | 7,67      |
| 7     | Omod Okugn                | Äthiopien      | x          | 7,52       | 7,56       | 7,38                                     | 7,55                                     | x                                        | 7,56      |
| 8     | Mohammed Abubakar         | Ghana          | x          | 7,44       | x          | x                                        | 7,49                                     | x                                        | 7,49      |
| 9     | Basem Mohamed             | Ägypten        | 7,26       | 7,33       | x          | nicht im Finale der besten acht Springer | nicht im Finale der besten acht Springer | nicht im Finale der besten acht Springer | 7,33      |
| 10    | Hammoud Jeff              | Ghana          | x          | 6,94       | 7,27       | nicht im Finale der besten acht Springer | nicht im Finale der besten acht Springer | nicht im Finale der besten acht Springer | 7,27      |
| 11    | Chenoult Lionel Coetzee   | Namibia        | 7,21       | 7,14       | 7,20       | nicht im Finale der besten acht Springer | nicht im Finale der besten acht Springer | nicht im Finale der besten acht Springer | 7,21      |
| 12    | Appolinaire Yinra         | Kamerun        | 6,81       | 7,02       | –          | nicht im Finale der besten acht Springer | nicht im Finale der besten acht Springer | nicht im Finale der besten acht Springer | 7,02      |

Zeichenerklärung:
– = Versuch ausgelassen, x = Fehlversuch